# Linköpings S:t Lars församling
Linköpings Sankt Lars församling är en församling i Linköpings stift inom Svenska kyrkan. Församlingen ligger i Linköpings kommun i Östergötlands län och har Sankt Lars kyrka som främsta gudstjänstlokal. Församlingen ingår i Linköpings domkyrkopastorat. 

## Administrativ historik
Församlingen har medeltida ursprung. Församlingen namn var till 10 augusti 1967 Sankt Lars församling. Ur församlingen utbröts 1972 Linköpings Berga församling och Linköpings Johannelunds församling.
Församlingens gränser har ändrats flera gånger (årtal avser den 1 januari det året om inget annat anges):
- 1947 - Enligt beslut den 24 maj 1946 överfördes vissa områden med 27 invånare och omfattande en areal av 0,03 km², varav allt land, till Linköpings församling. I motsatt riktning överfördes ett obebott område omfattande en areal av 0,004 km², varav allt land.[4]
- 1953 - Ett område med 901 invånare och omfattande en areal av 0,48 km², varav allt land, överfördes till Linköpings församling. Samtidigt överfördes till Sankt Lars församling från Linköpings församling ett område med 10 invånare och omfattande en areal av 0,07 km², varav allt land.[5]
- 1959 - Ett obebott område omfattande en areal av 0,10 km², varav allt land, överfördes till Rystads församling.[5]
- 1960 - Ett område med 90 invånare och omfattande en areal av 0,12 km², varav allt land, överfördes till Linköpings församling.[5]
- 1960 - Ett område med 14 invånare och omfattande en areal av 0,90 km², varav 0,88 km² överfördes till Sankt Lars församling från Vårdsbergs församling.[5]
- 1960 - Ett obebott område omfattande en areal av 0,31 km², varav allt land, överfördes till Sankt Lars församling från Kärna församling.[5]
- 1961 - Ett område väster och nordväst om staden med 2 257 invånare och omfattande en areal av 15,62 km², varav 13,16 km² land, överfördes till Linköpings församling.[5]
- 1961 - Ett område med 7 372 invånare och omfattande en areal av 0,76 km², varav 0,68 km² land, överfördes till Sankt Lars församling från Linköpings församling.[5]
- 1969 - Ett område med 1 427 invånare och omfattande en areal av 2,58 km², varav 2,57 km² land, överfördes till Landeryds församling.[6]
- 1972 - Ett område med 12 628 invånare och omfattande en areal av 20,9 km², varav 20,8 km² land, utbröts ur Linköpings Sankt Lars för att bilda Linköpings Berga församling.[7]
- 1972 - Ett område med 11 434 invånare och omfattande en areal av 2,8 km², varav 2,7 km² land, utbröts ur Linköpings Sankt Lars för att bilda Linköpings Johannelunds församling.[7]
- 2022 - Tannefors församling bildades som en utbrytning.

### Pastorat
- Före omkring 1866: eget pastorat som prebendeförsamling till domprosten i Linköpings domkyrkoförsamling.
- Omkring 1866 till 1962: annexförsamling i pastorat med Linköpings domkyrkoförsamling.
- 1962 till 2011: eget pastorat.
- 2011 till 2014: ingick i Linköpings domkyrkopastorat.[8]
- Från 2014: ingår i Linköpings pastorat, 2015 namnändrat till Linköpings domkyrkopastorat.[9]

## Areal
Sankt Lars församling omfattade den 1 januari 1911 en areal av 58,65 km², varav 53,48 km² land. Efter nymätningar och arealberäkningar färdiga den 1 januari 1952 omfattade Sankt Lars församling samma datum en areal av 56,56 km², varav 53,74 km² land.
- 1 januari 1961: 42,28 km², varav 41,82 km² land.[5]
- 1 januari 1966: 41,82 km² land.[11][12]
- 1 januari 1971: 39,7 km², varav 39,3 km² land.[6]
- 1 januari 1976: 16,0 km², varav 15,8 km² land.[7]

## S:t Larsgården
Gamla S:t Larsgården var församlingshemmet i församlingen till och med 2005. Efter det var nya S:t Larsgården (Ågatan 25) församlingshemmet. När S:t Larskyrkan byggdes om, ansåg sig församlingen inte längre behöva ett extra församlingshem, så de sade upp kontraktet, så kyrkan fungerar nu också som församlingshem. S:t Larsförsamlingen hyrde ut gamla S:t Larsgården till och med 2015 då Riksbyggen köpte gården. Gården hyrs nu av en frikyrka. Riksbyggen ville riva den. Länsstyrelsen behövde ge tillstånd till det, på grund av väggmålningen av Leoo Verde.  Den 1 juli 2021 sålde Riksbyggen byggnaden till en fastighetsförvaltning som har ingått ett tioårigt hyreskontrakt med Johanneskyrkan . Den 14 november 2023 avslog Länsstyrelsen ansökan om byggnadsminnesförklaring, med hänvisning till att Linköpings kommun bör hantera detta genom plan- och bygglagen .

### Orgel
I S:t Larsgården fanns en orgel byggd av I Starup och Son, Köpenhamn. Den hade 4 stämmor och var mekanisk.
| Manual       |
| Gedackt 8’   |
| Rörflöjt 4’  |
| Principal 2’ |
| Scharf       |

## Komministrar
| Ämbetstid | Namn                           | Levnadstid | Övrigt                                                   |
| --------- | ------------------------------ | ---------- | -------------------------------------------------------- |
| 1593-1596 | Nicolaus Hemmingi              | –1634      | Senare kyrkoherde i Landeryds församling.                |
| 1601      | Laurentius Caroli              | –1606      | Senare kyrkoherde i Rystads församling.                  |
| 1609      | Laurentius Benedicti           |            |                                                          |
| 1625–1634 | Samuel Vigius                  | död 1651   | Senare kyrkoherde i Vårdnäs församling.                  |
| 1634–     | Johannis Matthiae              |            |                                                          |
|           | Haquinus Jonae                 | –1650      | Senare komminister i Sankt Olofs församling, Norrköping. |
| 1656      | Jonas Petri Löth               |            |                                                          |
| 1660–1662 | Nicolaus Johannis Scherinus    | –1677      | Senare komminister i Kaga församling.                    |
| 1663–1672 | Sveno Wasselius                | 1629–1692  | Senare kyrkoherde i Ukna församling.                     |
| 1673–1681 | Samuel Talén                   | 1646–1702  | Senare kyrkoherde i Västra Husby församling.             |
| 1681–1690 | Arvidus Grenander              | 1650–1702  | Senare kyrkoherde i Hägerstads församling.               |
| 1690–1693 | Jonas Usdorphius               | 1652–1719  | Senare kyrkoherde i Borgs församling.                    |
| 1693–1701 | Andreas Lindvall               | –1722      | Senare kyrkoherde i Tingstads församling.                |
| 1701–1709 | Benedictus Elg                 | 1662–1709  |                                                          |
| 1711–1719 | Magnus Wistelius               | 1669–1726  | Senare kyrkoherde i Rystads församling.                  |
| 1719–1727 | Arvid Ranzoch                  | 1685–1740  | Senare kyrkoherde i Östra Stenby församling.             |
| 1727–1734 | Johan Alnander                 | 1694–1737  | Senare kyrkoherde i Kimstads församling.                 |
| 1734–1735 | Carl Knoop                     | 1698–1757  | Senare kyrkoherde i Vallerstads församling.              |
| 1735–1743 | Lars Wrangel                   | 1704–1771  | Senare kyrkoherde i Risinge församling.                  |
| 1744–1768 | Carlus Isacci Höjer            | 1714–1768  |                                                          |
| 1769–1783 | Johan Abrahamsson Strandberg   | 1737–1800  | Senare kyrkoherde i Stens församling.                    |
| 1784–1795 | Daniel Lindhagen               | 1750–1819  | Senare kyrkoherde i Askeby församling.                   |
| 1795-1806 | Nils Gustaf Hammarqvist        | 1761–1806  |                                                          |
| 1806-1821 | Claes Wimermark                | 1768–1834  | Senare kyrkoherde i Askeby församling.                   |
| 1821–1823 | Fredrik Drotty                 | 1785–1856  | Senare kyrkoherde i Kristbergs församling.               |
| 1824–1830 | Johan Olof Wæners              | 1789-1850  | Senare kyrkoherde i Hägerstads församling.               |
| 1831–1847 | Per Gustaf Adler               | 1794–1855  | Senare kyrkoherde i Tingstads församling.                |
| 1846–1860 | Johan Fredrik Grewell          | 1806–1884  | Senare kyrkoherde i Klockrike församling.                |
| 1860      | Fredrik Israel Lindhagen       | 1815–1884  | Senare kyrkoherde i Väderstads församling.               |
| 1863      | Per Svante Landelius           | 1812–1885  | Senare kyrkoherde i Bankekinds församling.               |
| 1868      | Per Magnus Ferdinand Holmqvist | 1830–1906  | Senare kyrkoherde i Björsäters församling.               |
| 1876–1886 | Jakob Alfred Nilsson           | 1845–1886  |                                                          |
| 1886–1889 | Per Alfred Lindeberg           | 1855–1893  |                                                          |
| 1893      | Ernst Frithiof Lönegren        |            | Utnämnd.                                                 |
| 1896–1919 | Carl Viktor Palmær             | 1849–1919  |                                                          |

## Organister och klockare
| Verksam         | Namn                        | Levnadstid             | Övrigt                              |
| --------------- | --------------------------- | ---------------------- | ----------------------------------- |
| 1640-talet-1666 | Joen Nilsson                | -1666                  | Klockare.                           |
| 1666-1703       | Anders Botvidsson           | 1643-1710              | Klockare.                           |
| 1699-1702       | Storck                      |                        | Vikarierande klockare.              |
| 1703-1738       | Hans Jönsson                | Född omkring 1667-1738 | Klockare och organist.              |
| 1739-1764       | Anders Quilén               | 1710-1764              | Klockare och organist.              |
| 1764-1788       | Carl Rydgren                | -1788                  | Klockare och organist.              |
| 1788-1823       | Gabriel Bergman             | 1758-1842              | Klockare och organist.              |
| 1809-1823       | Gustaf Erik Bergman         | 1790-1823              | Vikarierande klockare och organist. |
| 1824-1833       | Nils Peter Sandström        | 1799-1833              | Klockare och organist.              |
| 1833            | Gustaf Renholm              | 1808-1874              | Vikarierande klockare och organist. |
| 1834-1853       | Per Ölander                 | 1797-1853              | Klockare och organist.              |
| 1853-1899       | Mårten Fredrik Hugo Åhlfelt | 1828-1899              | Klockare och organist.              |
| 1899-1913       | Frans Engström              | 1861-1913              | Klockare och organist.              |
| 1914-1921       | Otto Sandberg               | 1879-1948              | Klockare och organist.              |
| 1921-1956       | Philip Sjöberg              | 1897-1956              | Klockare och organist.              |
| 1957-1958       | Herbert Uhrbom              | 1907-1994              | Vikarierande organist.              |
| 1957-1958       | John Rydberg                |                        | Vikarierande körledare.             |
| 1958-1967       | Jan Håkan Åberg             | 1916-2012              | Organist.                           |
| 1968-1970       | Gerd Hagström               |                        | Vikarierande organist.              |
| 1970-1980       | Nils Ankarstrand            | 1927-1999              | Organist.                           |
| 1980-2001       | Monica Tobiasson            | 1940-                  | Organist.                           |
| 2001-2015       | Staffan Krafft              | 1961-                  | Organist.                           |
| 2016-           | Bo Ingelberg                | 1962-                  | Organist.                           |